# Daniel Enrique Padilla
Daniel Enrique Padilla Pérez (Barranquilla, Atlántico, Colombia; 15 de diciembre de 1993) es un futbolista colombiano. Juega de mediocampista en el Jaguares Fútbol Club de la Categoría Primera A de Colombia.

## Clubes
| Club               | País     | Año         |
| ------------------ | -------- | ----------- |
| Barranquilla F. C. | Colombia | 2014 - 2017 |
| La Equidad         | Colombia | 2018 - 2019 |

## Estadísticas
Estadísticas hasta el 16 de noviembre de 2018.
| Barranquilla F. C. · Colombia                                                                                               |               |               |    |    |    |   |   |    |     |   |
| 2ª | 2014          | 22            | 0  | 5  | 0  | — | — | 27 | 0   |   |
| 2ª | 2015          | 27            | 0  | 3  | 0  | — | — | 30 | 0   |   |
| 2ª | 2016          | 12            | 0  | —  | —  | — | — | 12 | 0   |   |
| 2ª | 2017          | 25            | 2  | 3  | 0  | — | — | 28 | 2   |   |
| Total club | Total club    | 86            | 2  | 11 | 0  | 0 | 0 | 97 | 2   |   |
| La Equidad · Colombia |               |               |    |    |    |   |   |    |     |   |
| 1ª | 2018          | 12            | 0  | 2  | 0  | — | — | 14 | 0   |   |
| 1ª | Total club    | 12            | 0  | 2  | 0  | 0 | 0 | 14 | 0   |   |
| Total carrera | Total carrera | Total carrera | 98 | 2  | 13 | 0 | 0 | 0  | 111 | 2 |
| (1) Incluye datos de la Copa Colombia . (2) Incluye datos de Copa Libertadores. (3) No incluye goles en partidos amistosos. |               |               |    |    |    |   |   |    |     |   |